# Imagawayaki

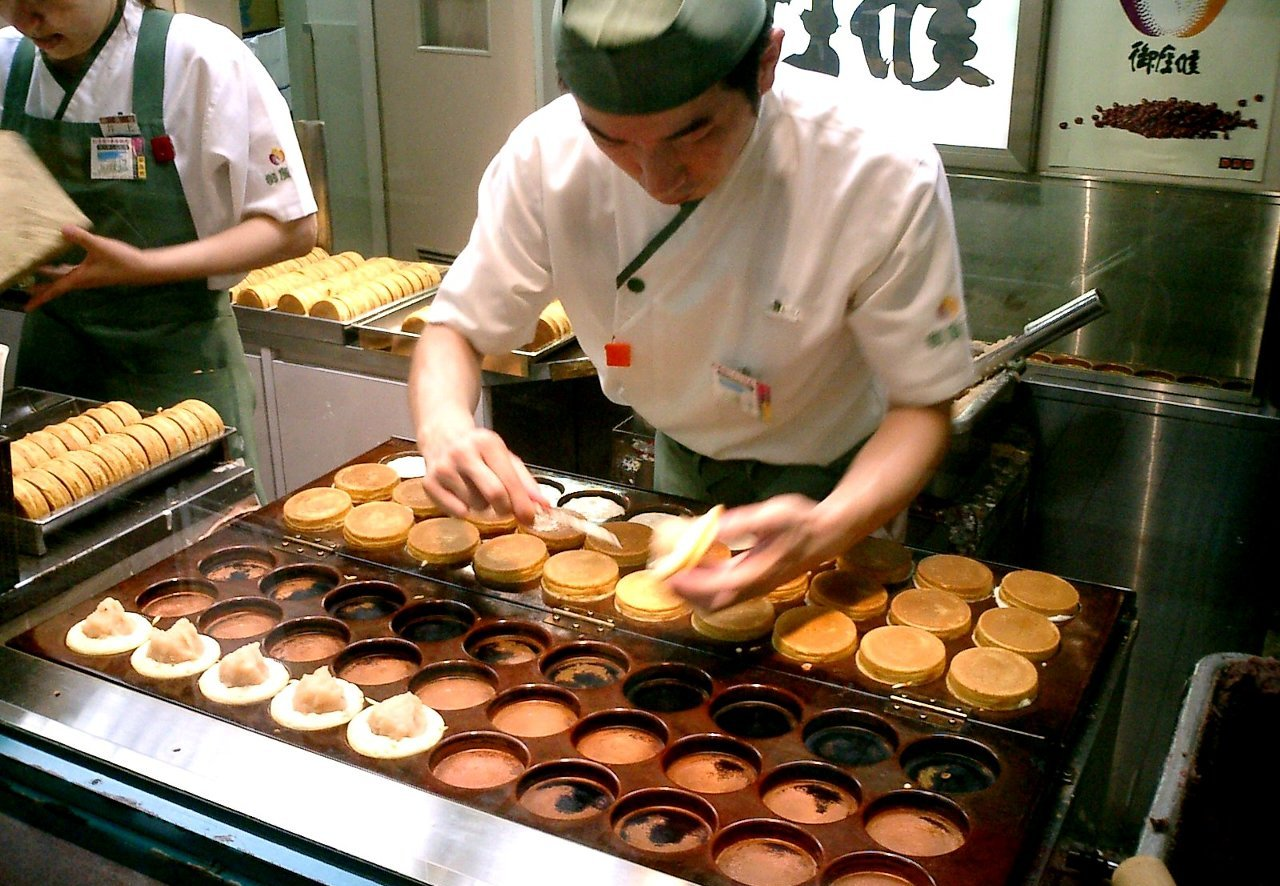
Una tienda de imagawayaki (gozasōrō) en Sannomiya, Kōbe, Japón.

El imagawayaki (今川焼き?) es un postre japonés presente con frecuencia en los festivales y otros lugares. Se hace a partir de rebozado en una sartén especial (parecida a una gofrera pero sin el patrón en forma de panal) y se rellena con pasta dulce de judía o frijol rojo azuki, aunque cada vez es más popular usar una amplia variedad de rellenos, tales como patata o mayonesa.
El imagawayaki empezó a venderse cerca del puente Imagawabashi de Kanda en Tokio durante los años An'ei (1772–1781) en el periodo Edo. Su nombre procede de esta época.

## Preparación
El batido de imagawayaki está hecho de harina, huevos y agua, por lo que en este sentido es muy similar a un panqueque sin el uso de leche. La masa se vierte en cada círculo de un molde especial. Una vez que la masa se calienta durante un tiempo, los rellenos de judías azuki (anko) se cubren cuidadosamente en la masa. Entonces, dos de los panqueques circulares se combinan juntos. Una vez que los dos se combinan, la masa se calienta nuevamente hasta que esté lo suficientemente cocida como para que las dos partes se sellen juntas.

## Diversos nombres
El imagawayaki tiene diversos nombres según las regiones y las épocas.
- Ōban'yaki (大判焼き?), importante en la región de Kansai.
- Kaiten'yaki (回転焼き?), importante en las regiones de Kansai y Kyūshū.
- Nijūyaki (二重焼き?).
- Koban'yaki (小判焼き?).
- Gishiyaki (義士焼き?).
- Tomoeyaki (巴焼き?).
- Taikoyaki (太鼓焼き?).
- Bunkayaki (文化焼き?).
- Taishōyaki (大正焼き?).
- Jiyūyaki (自由焼き?).
- Kaiten manjū (回転饅頭?).
- Taiko manjū (太鼓饅頭?).
- Fūfu manjū (夫婦饅頭?) o Fū man (フーマン?).
- Oyaki (おやき?), diferente del oyaki en la prefectura de Nagano.
- Kintsuba (きんつば?), en parte de las prefecturas de Niigata y Fukushima y diferente del kintsuba de wagashi.

### Por tienda o empresa
- Gozasōrō (御座候?), marca comercial de la empresa homónima fundada en 1950 en Himeji. Significa ‘gracias por comprar’ en un estilo arcaico.[1]
- Higiriyaki (ひぎりやき?), marca comercial de Sawai Honpo en Ehime. Se origina en Higiri jizō cerca de la estación de Matsuyama.[2]

### Histórico e inactivo
- Fukkōyaki (復興焼き?). La canción con ocasión del resurgimiento tras el gran terremoto de Kantō de 1923 menciona que el imagawayaki fue rebautizado fukkōyaki.[3]